# 후안 에스티벤 벨레스
후안 에스티벤 벨레스 우페기(스페인어: Juan Estiven Vélez Upegui, 1982년 2월 9일 ~ )는 콜롬비아의 전 축구 선수이다. 주 포지션은 왼쪽 풀백 및 수비형 미드필더였다. K리그에서 활약할 당시 등록명은 에스티벤이다.

## 축구인 경력

### 선수 경력
그는 2006년 처음 콜롬비아 국가대표에 발탁 된 후에 2007년 코파 아메리카 이후 주전 멤버로 자리잡았다. 또한 2010년 월드컵 남아메리카 지역 예선에서 큰 인상을 안겨주어 유럽의 여러 클럽들이 눈독을 들였고, 아르헨티나를 상대로 이긴 후에는 프랑스로 이적할 것이라는 루머가 돌기도 하였다.
2010년 K리그의 울산 현대에 입단하여 울산의 중원을 책임졌으며, AFC 챔피언스리그 2012 우승에 큰 공헌을 하였다. 우승 후 J리그의 비셀 고베로 이적하였다.
2014년 1월 제주 유나이티드로 이적하였으나 여름 이적시장을 통해 J리그 디비전 1의 도쿠시마 보르티스로 적을 옮겼다. 제주로 팀을 옮기던 당시 완전 이적으로 알려졌으나 도쿠시마는 공식 홈페이지를 통해 에스티벤을 고베에서 임대 영입했다고 밝히며 제주로의 이적도 임대 이적이었음이 드러났다.
2015시즌 이후 현역에서 은퇴함을 발표했다.

### 국가 대표 경력
2006년 처음 콜롬비아 국가대표에 발탁되었다.